# Seznam škotskih skladateljev
Seznam škotskih skladateljev.

## A
- Craig Armstrong

## C
- Robert Carver (skladatelj)

## D
- James Dillon (skladatelj)
- Sophia Dussek

## F
- Alan Fleming-Baird

## G
- Hans Gál (1890-1987) (avstr.-škotski)
- Ron Geesin

## J
- William Jackson (skladatelj)

## M
- John Blackwood McEwen
- James MacMillan (glasbenik)
- Hamish MacCunn
- Alexander Mackenzie (glasbenik)
- Edward McGuire (skladatelj)
- Thea Musgrave

## S
- Francis George Scott
- Tommy Smith (glasbenik)
- Ronald Stevenson

## W
- William Wallace (škotski skladatelj)
- (Roy Williamson)
- Thomas Wilson (skladatelj)